# Шахрбараз
Шахрбараз или Шахрвараз (преминуо 9. јуна 630.) био је краљ (шах) Сасанидског царства од 27. априла 630. године до 9. јуна 630. године. Узурпирао је трон од Ардашира III, а ирански племићи су га убили након четрдесет дана. Пре узурпирања сасанидског престола, он је био генерал (спахбед) у време Хозроја II (590–628). Надаље, запажен је по својој важној улози током врхунца византијско-сасанидског рата 602–628. и догађаја који су уследили након тога.

## Име
Његово име Шахрбараз заправо је почасна титула и значи "Вепар царства", што сведочи о његовој спретности у војном заповедништву и његовој ратничкој личности, јер је вепар била животиња повезана са зораратустријанцем Јазатом Вахрамом, епитетом победе. Шахрвараз (натписно Пахлави: 𐭧𐭱𐭨𐭥𐭥𐭥𐭰) је средњоперсијска реч, која потиче од комбинације речи шахр што значи "земља", и вараз што значи "вепар". Ова реч се изговара као Шахрбараз (شهربراز) на Новом Персијском и као Сарбарос (грчки: Σαρβαρος; латински: Сарбарус) у византијским изворима.
У јерменским изворима често га називају Хореам (Од средње персијског Фарукхан) и титулом Размиозан (такође се пише Размиозан, Еразмиозан, Размајузан).У титули се спомињу и Расмиоздан, Расмјозан (грузијски), рсмјса (арапски: رسميسة, читање несигурно), Ромезан, Румизан, Румбузан (Ел Табари, Тарик).

## Детињство и младост
Шахрбараз је припадао владарској кући Михран, једном од седам партхских кланова; био је син извесног Ардашира. Током каснијег живота Шахрбараза, се придружио сасанидској војсци, где се попео на високе дужности и постављен је за спахбеда Немроза. Био је ожењен сестром сасанидског краља Хозроја II, Мирхран, са којом је Шахрбараз имао једног сина по имену Шапур-и Шахрвараз. Шахрбараз је такође имао другог сина по имену Никита Персијанца, који може бити од исте жене или друге особе.

## Рат против Византијског царства
Шахрбараз се први пут спомиње када је Хосроје II започео последњи и најразорнији од византијско-сасанидских ратова који су трајали 26 година. Хозроје II, je заједно са Шахрбаразом и другим његовим најбољим генералима покорио Дару и Едесу 604. године, а на северу су Византијци потиснути на стару границу пре 591. пре него што им је Хозроје II дао већи дeо сасанидске Јерменије, делове Месопотамије и западну половину Иберијског краљевства. Након освајања изгубљене територије, Хозроје II се повукао са бојног поља и предао војне операције својим најбољим генералима. Шахрбараз је био један од њих. 610. године, Ираклије, Јерменац вероватног аршадског порекла, побунио се против византијског цара Фоке и убио га, крунишући се за цара Византијског царства. Након што је постао византијски цар, 613. припремио је велики контранапад против Сасанида изван Антиохије, али је био одлучно поражен од стране Шахрбараза, који је нанео велике губитке византијској војсци, а затим заузео град,дајући Сасанидима поморски приступ Средоземном мору.
Након византијског пораза изван Антиохије, Ираклије и његов брат Теодор, заједно са генералом Никитом, објединили су своје војске у Сирији, али су их поразили Шахрбараз и његове снаге које су опколиле Дамаск и заробиле га заједно са великим бројем византијских трупа . Даље, Шахрбараз је такође поразио византијску војску у близини Адриат-а, који се спомиње у Курану. Један од најважнијих догађаја током његове каријере био је када је водио сасанидску војску према Палаестини, а након крваве опсаде заузео је Јерусалим, који је био свети град за хришћане. После његовог освајања Јерусалима, Часни крст је тријумфно однесен. Године 618. Хозроје II је наредио Шахрбаразу да нападне Египат, а 619. године Александрија, главни град византијског Египта, био је у рукама Сасанида.
Након пада Александрије, Шахрбараз и његове снаге прошириле су сасанидску власт на југ дуж Нила. До 621. године провинција је била у потпуности Сасанидским рукама, а извесни Сахраланјозан именован је за њеног гувернера  Године 622., Ираклије је извршио противнапад против Сасанијског царства у Анадолији. Шахрбараз је послат тамо да се обрачуна са њим, али је на крају био поражен.
После Ираклијеве победе, кренуо је какавској Албанији и тамо презимио. Шахрбараз, заједно са Шахином и Шахраплаканом који су раније били послани са наредбама Хозроја II кренуо да зароби Ираклијеве снаге.Шахин је успео да разбије византијску војску. Због љубоморе између сасанидских заповедника, Шахрбараз је пожурио са својом војском да узме учешћа у величанственој победи. Ираклије их је сусрео код Тигранакерте и потиснуо снаге Шахраплакана и Шахина једне за другим. После ове победе, Ираклије је прешао Аракс и утаборио се у равницама са друге стране. Шахин се са остацима своје и Шахраплаканове војске придружио Шахрбаразу у потери за Ираклијем, али их је мочварно подручје знатно успорило.Код Алиовита, Шахрбараз је поделио своје снаге, пославши око 6.000 трупа у заседу Ираклију, док је остатак трупа остао на Алиовиту. Ираклије је у фебруару 625. покренуо изненадни ноћни напад на главни сасанидски логор, уништивши га. Шахрбараз је једва побегао, го и сам, изгубивши харем, пртљаг и људе.
Ираклије је остатак зиме провео северно од језера Ван. 625. његове снаге су покушале да се врате према Еуфрату. За само седам дана, заобишао је планину Арарат и кретао се 200 миља дуж реке Арсаниас да би заузео Амиду и Мартирополис, важне тврђаве на горњем току реке Тигар. Ираклије је затим кренуо према Еуфрату, а следио га је Шахрбараз. Према арапским изворима, заустављен је на реци Сатидама или Батман Су и поражен; међутим, византијски извори не помињу овај инцидент. Још један мањи сукоб између Ираклија и Шахбараза одиграо се код реке Сарус код Адане. Шахрбараз је пребацивао своје снаге преко реке када су наишли Византијци. Мост се протезао преко реке, а Византијци су одмах кренули преко. Шахрбараз је размишљао да се повуче како би повео Византијце у заседу, а претходница Ираклијеве војске уништена је за неколико минута. Сасаниди су, међутим, пропустили да заруше мост, а Ираклије је налетио на задњу заштиту, не плашећи се стрелица које су Сасаниди послали да гађају стрлама, окрећући битку против Сасанида. Шахрбараз је изразио своје дивљење према Ираклију отпадничком Грку: "Погледајте свог цара! Он се боји ових стрелица и копља не више него што би било наковања!" Битка на Саруса била је успешна одсатупница за Византијце, које су панегири повели. Након битке, византијска војска је презимила код Трапезунта.

### Опсада Константинопоља
Шахрбараз је заједно са мањом војском касније успео да се провуче кроз Ираклијева крила и да од низа мањих распршених јединица створи линију ка Халкедону, и тако успостави сасанидску базу преко Босфора одакле би кренуо ка Цариграду. Хозроје II усаглашавао своје потезе са Аварским каганом како би покренуо координирани напад на Цариград са европске и азијске стране. Војска Шахрбараза се сместила у Халкедону, док су се Авари сместили на европској страни Цариграда и уништили Валенсов аквадукт. Због контроле византијске морнарице над Босфорским теснацем, Сасаниди нису могли да пошаљу трупе на европску страну како би помогли свом савезнику. То је смањило ефикасност опсаде, јер су Сасаниди били стручњаци за опсадно ратовање. Штавише, Сасаниди и Авари су имали потешкоћа у комуникацији преко чуваног Босфора - иако је несумњиво постојала нека комуникација између двеју снага.
Дана 7. августа флоту сасанидских сплавова који су возили трупе преко Босфора опколили су и уништили византијски бродови. Словени који су били под Аварском командом покушали су да нападну зидине на морској страни преко Златног рога, док је главни део Авара напао копнене зидове. Галије Патрикија Бонија су пробиле и уништиле словенске бродове ; а напад на Авар на са копна од 6. до 7. августа такође није успео Са вестима да је Теодор пресудно тријумфовао над Шахином (који је наводно довео Шахина до смрти од депресије), Авари су се повукли у балканско залеђе у року од два дана, тако да више никада не ће озбиљно запретили Константинопољу. Иако је војска Шахрбараза и даље била у кампу у Халкедону, претња Константинопољу је била завршена.
Разочаран неуспехом Шахрбараза, Хозроје II је послао гласника са писмом Кардаригану, који је био други заповедник сасанидске војске. У писму је писало да би Кардариган треба да убије Шахрбараза и да одведе његову војску у Ктесифон, али носиоци писма су у Галатији пресрели византијски војници, који су то писмо дали Константину III који га је заузврат дао Ираклију. Након што је прочитао писмо, понудио је да га покаже Шахрбаразу на састанку у Цариграду. Шахрбараз је прихватио његов предлог и сусрео се са Ираклијем у Цариграду, где је прочитао писмо и прешао на Ираклијеву страну. Тада је Шахрбараз променио садржај писма, наводећи да је Хозроје II тражио убијање 400 официра, осигуравајући да Кардариган и остатак војске остану лојални њему.
Затим је Шахрбараз преместио своју војску у северну Сирију, где је у тренутку могао да одлучи да подржи или Хозроја или Ираклија. Ипак, неутралисањем Хозројевог највештијег генерала, Ираклије је лишио непријатеља неких од својих најбољих и најискуснијих трупа, осигуравајући своје бокове пре инвазије на Иран.

## Свргавање Хозроја II
Хозроје је 627. послао Шахрбаразу писмо у којем је речено да треба послати своју војску у Ктесифон. Шахрбараз се, међутим, оглушио и преместио се у Асуристан, где је основао логор у Ардашир Хури. Хозроје је потом послао Фарухзада да преговара са њим. Међутим, Фарухзад је извршио тајну заверу против Хозроја и придружио се Шахрбаразу.
Годину дана касније, феудалне породице Сасанидског царства, уморне од рата против Византијаца и Хозројеве опсесивне политике, ослободиле су Хозројевог сина Шероева, кога је затворио његов властити отац. Из феудалне породице долазио је и сам Шахрбараз, који је заступао породицу Михран; кућа Испахбудана коју представљају спахбед Фарух Хормизд и његова два сина Ростам Фарохзад и Фарухзад; јерменску фракцију је заступао Варазтиротс II Багратуни; и на крају Канаранг. У фебруару је Шерое, је заједно с Аспадом Гушнаспом, заузео Ктесифон и затворио Хозроја II. Затим се Шерое 25. фебруара прогласио за краља Сасанидског царства, преузевши владарско име Кавад II. Уз помоћ Пируз Хозроја је погубио сву своју браћу и полубраћу, укључујући омиљеног сина Хозроја II Марданшаха. Три дана касније наредио је Михру Хормозду да погуби његовог оца. Уз сагласност племића Сасанидског царства, Кавад II је тада склопио мир са византијским царем Ираклијем; у складу са овим миром, Византијци су повратили све своје изгубљене територије, заробљене војнике, ратну одбрану, заједно с Часним крстом и другим реликвијама које су изгубљене у Јерусалиму 614. године.
Након губитка територије која је бил потребна за склапање мировног уговора, огорчена аристократија је започела формирање независних држава унутар Сасанидскогг царства. Ово је поделило ресурсе земље. Даље, бране и канали су постали напуштени, а разорна куга избила је у западним провинцијама Ирана, убивши половину становништва заједно са Кавадом II, кога је наследио Ардашир III.

## Узурпирање трона
Након смрти Кавада II, Ираклије је послао Шахрбаразу писмо у којем је писало:
Сад кад је ирански краљ мртав, престо и краљевство су вам дошли. Дајем га вама и вашем потомство након вас. Ако је војска потребна, послаћу вам у помоћ онолико трупа колико вам треба.
 
27. априла 630. Шахрбараз је опсео Ктесифон снагама од 6.000 људи. Он, међутим, није био у стању да освоји град, па је тада склопио савез са Пирузом Хозројем, вођом фракције Парсиг (перзијска) и претходним министром царства за време владавине Ардашировог оца, Кавада II. Склопио је и савез са Намдаром Гушнаспом, који га је наследио као спах Немроз 626. године. Шахрбараз је уз помоћ ове две моћне личности заузео Ктесифон и погубио Ардашира III заједно с Амногим сасанидским племићима, укључујући Ардашировог министра Мах-Адур Гушнаспа. Шахрбараз је тада постао нови шах (краљ) Сасанидског царства, и убио је Кардариган, који се супротставио Шахрбаразу након његове узурпације сасанидског престола.
Ираклије је такође признао Шахрбаразовог сина Никиту који је био хришћанин за његовог наследника. Ирански хришћанин као наследник Сасанидског царства отворио је шансу за христијанизацију Ирана. Након неког времена, Шахрбараз је Шамта, сина бившег министра финансија Јаздина, разапео на цркви у Марги. Извештава се да је разлог овог погубљења био тај што је потоњи вређао Шахрбараза за време владавине Хозроја II. Четрдесет дана касније, 9. јуна 630. године, током церемоније, Шахрбараз је убијен копљем које је Фарух Хормизд бацио, а који је тада помогао Боран, кћерки Хозроја II, да се успе на престо.

## Владавина
Шахрбараз је имао важну улогу у византијско-сасанидском рату 602–628. и догађајима који су се догодили након рата; његова побуна против Хозроја II натерала је Сасанидско царство да падне у грађански рат. Након смрти Шахрбараза, његов син Шапур-и Шахрбараз свргнуо је Боран и постао краљ Сасанидског царства. Његова владавина, међутим, није дуго трајала, а убрзо су га свргли и сасанидски племићи. У истом периоду Никита је ступио у службу Византијаца, а касније ће се појавити као један од византијских генерала у бици код Јармука током арапско-византијских ратова.
Детаљна сага о јунаштву и романтизму развијала се касније око Шахрбараза. У исламском периоду пренесен је у легенду о Умару ибн ел Нуману и његовим синовима који су постали укључени у хиљаду и једну ноћ, а сам је утицао на касни византијски еп Дигена Акритаса.